# 杜帕赫
杜帕赫是德国莱茵兰-普法尔茨州的一个市镇。总面积10.28平方公里，总人口280人，其中男性136人，女性144人（2011年12月31日），人口密度27人/平方公里。